# Ice Lake (microprocessador)
Ice Lake és el nom en clau d'Intel per als processadors mòbils de la desena generació d'Intel Core basats en la nova microarquitectura Sunny Cove Core. Ice Lake representa un pas d'arquitectura al model de processos-arquitectura-optimització d'Intel. Les CPU Ice Lake es venen juntament amb les CPU Comet Lake de 14 nm com a família de productes Intel "10th Generation Core".
Produït a la segona generació del procés de 10 nm d'Intel, 10 nm+, Ice Lake és la segona microarquitectura d'Intel que es fabrica en el procés de 10 nm, després del llançament limitat de Cannon Lake l'any 2018.
A partir de juliol de 2020, s'ha llançat una sèrie de processadors mòbils Ice Lake, però no s'ha anunciat ni llançat cap processador d'escriptori Ice Lake.
Ice Lake serà succeït per Tiger Lake, una família de processadors de 10 nm de tercera generació que utilitza el nou nucli de Willow Cove.

## Història del disseny i característiques
Ice Lake va ser dissenyat per l'equip de disseny de processadors d'Intel Israel a Haifa.
Intel va publicar detalls de Ice Lake durant el Intel Architecture Day del desembre de 2018, afirmant que el nucli de Sunny Cove Ice Lake estaria centrat en el rendiment d'un sol fil, noves instruccions i millores d'escalabilitat. Intel va afirmar que les millores de rendiment s'aconseguirien fent que el nucli fos "més profund, més ampli i més intel·ligent".
Ice Lake està construït sobre la microarquitectura Sunny Cove; presenta un augment del 50% en la mida de la memòria cau de dades L1, una memòria cau L2 més gran (depèn del producte), memòria cau μOP més gran i un segon nivell de TLB més gran. El nucli també ha augmentat d'amplada, augmentant els ports d'execució de 8 a 10 i duplicant l'amplada de banda de l'emmagatzematge L1. L'amplada d'assignació també ha augmentat de 4 a 5. L'esquema de Paginació d'Intel a 5 nivells admet un espai d'adreces lineals de fins a 57 bits i un espai d'adreces físic de fins a 52 bits, augmentant l'espai de memòria virtual a 128 petabytes, passant de 256 terabytes i la memòria física adreçable a 4 petabytes, de 64 terabytes.
Ice Lake compta amb els gràfics d'Intel Gen11, augmentant el nombre d'unitats d'execució a 64, passant de 24 o 48 en els gràfics Gen9.5, aconseguint més d'1 TFLOPS de rendiment de càlcul. Cada unitat d'execució admet 7 fils, el que significa que el disseny té 512 canonades simultànies. L'alimentació d'aquestes unitats d'execució és una memòria cau L3 de 3 megabytes, que es multiplica per quatre respecte a la Gen9.5, a més de l'amplada de banda de memòria més gran que permet LPDDR4X a les plataformes mòbils de baixa potència. Els gràfics Gen11 també introdueixen la representació basada en rajoles i Coarse Pixel Shading (CPS), la implementació d'Intel d'ombreig de velocitat variable (VRS). L'arquitectura també inclou un nou disseny de codificador HEVC.
L'1 d'agost de 2019, Intel va llançar les especificacions de les CPU Ice Lake -U i -Y. Les CPU de la sèrie Y van perdre el sufix -Y i m3. En canvi, Intel utilitza un número final abans del tipus de GPU per indicar la seva potència de paquet; 0 correspon a 9 W, 5 a 15 W i 8 a 28 W. A més, els dos primers números del número de model corresponen a la generació del xip, mentre que el tercer número dicta la família a la qual pertany la CPU (i3, i5, etc.); per tant, un 1035G7 seria un Core i5 de 10a generació amb una potència de paquet de 15 watts i una GPU G7.
Les comandes anticipades d'ordinadors portàtils amb CPU Ice Lake van començar a l'agost de 2019, seguides d'enviaments al setembre.

## Canvis en l'arquitectura en comparació amb les microarquitectures Intel anteriors

### CPU
- Mitjançant un augment del 18% d'IPC en comparació amb Skylake del 2015, s'executa amb la mateixa configuració de freqüència i memòria[16][17]
- Instruccions L1/memòria cau de dades: 32 KB/48 KB; Memòria cau L2: 512 KiB[18]
- Dynamic Tuning 2.0 que permet a la CPU mantenir-se a les freqüències turbo durant més temps[19][20]
- Sis nous subconjunts d'instruccions AVX-512: VPOPCNTDQ, VBMI2, BITALG, VPCLMULQDQ, GFNI, i VAES
- Intel Deep Learning Boost, utilitzat per a aprenentatge automàtic/acceleració d'inferència per a intel·ligència artificial[21][20]

### GPU
- Les GPU Gen 11 amb fins a 64 unitats d'execució;[22][23] una sortida per a monitors 4K@120 Hz, 5K, 8K[18]
- Ombratge de velocitat variable[20][24]
- DisplayPort 1.4a amb compressió de flux de pantalla; HDMI 2.0b
- Fins a 1,15 TFLOPS de rendiment computacional[cal citació]
- Dues canonades HEVC per la codificació de 10 bits, ja sigui dos fluxos 4K60 4: 4: 4 simultàniament o un 8K30 4:2:2[20]
- Resampling d'enters- i veí més proper[25][26]

### Paquet
- Transistors a 10 nm+[27]
- Nou controlador de memòria amb compatibilitat DDR4 3200 i LPDDR4X 3733
- Suport integrat per a Wi-Fi 6 (802.11ax)
- Suport per a Thunderbolt 3[28]

## Llista de microprocessadors Ice Lake

### Microprocessadors mòbils
| Família de microprocessadors | Model   | Nuclis (fils) | Freqüència | Freqüència | GPU       | GPU | GPU                | Memòria cau L3 | TDP  | cTDP  | cTDP  | Preu |
| Família de microprocessadors | Model   | Nuclis (fils) | Base       | Turbo      | Sèroe     | UEs | Freqüencial màxima | Memòria cau L3 | TDP  | amunt | avall | Preu |
| ---------------------------- | ------- | ------------- | ---------- | ---------- | --------- | --- | ------------------ | -------------- | ---- | ----- | ----- | ---- |
| Core i7                      | 1068NG7 | 4 (8)         | 2.3 GHz    | 4.1 GHz    | Iris Plus | 64  | 1.1 GHz            | 8 MiB          | 28 W |       |       |      |
| Core i7                      | 1065G7  | 4 (8)         | 1.3 GHz    | 3.9 GHz    | Iris Plus | 64  | 1.1 GHz            | 8 MiB          | 15 W | 25 W  | 12 W  | $426 |
| Core i7                      | 1060NG7 | 4 (8)         | 1.2 GHz    | 3.8 GHz    | Iris Plus | 64  | 1.1 GHz            | 8 MiB          | 10 W |       |       |      |
| Core i7                      | 1060G7  | 4 (8)         | 1.0 GHz    | 3.8 GHz    | Iris Plus | 64  | 1.1 GHz            | 8 MiB          | 09 W | 12 W  |       |      |
| Core i5                      | 1038NG7 | 4 (8)         | 2.0 GHz    | 3.8 GHz    | Iris Plus | 64  | 1.05 GHz           | 6 MiB          | 28 W |       |       |      |
| Core i5                      | 1035G7  | 4 (8)         | 1.2 GHz    | 3.7 GHz    | Iris Plus | 64  | 1.05 GHz           | 6 MiB          | 15 W | 25 W  | 12 W  | $320 |
| Core i5                      | 1035G4  | 4 (8)         | 1.1 GHz    | 3.7 GHz    | Iris Plus | 48  | 1.05 GHz           | 6 MiB          | 15 W | 25 W  | 12 W  | $309 |
| Core i5                      | 1035G1  | 4 (8)         | 1.0 GHz    | 3.6 GHz    | UHD       | 32  | 1.05 GHz           | 6 MiB          | 15 W | 25 W  | 13 W  | $297 |
| Core i5                      | 1030NG7 | 4 (8)         | 1.1 GHz    | 3.5 GHz    | Iris Plus | 64  | 1.05 GHz           | 6 MiB          | 10 W |       |       |      |
| Core i5                      | 1030G7  | 4 (8)         | 0.8 GHz    | 3.5 GHz    | Iris Plus | 64  | 1.05 GHz           | 6 MiB          | 09 W | 12 W  |       |      |
| Core i5                      | 1030G4  | 4 (8)         | 0.7 GHz    | 3.5 GHz    | Iris Plus | 48  | 1.05 GHz           | 6 MiB          | 09 W | 12 W  |       |      |
| Core i3                      | 1005G1  | 2 (4)         | 1.2 GHz    | 3.4 GHz    | UHD       | 32  | 0.9 GHz            | 4 MiB          | 15 W | 25 W  | 13 W  | $281 |
| Core i3                      | 1000NG4 | 2 (4)         | 1.1 GHz    | 3.2 GHz    | Iris Plus | 48  | 0.9 GHz            | 4 MiB          | 09 W |       |       |      |
| Core i3                      | 1000G4  | 2 (4)         | 1.1 GHz    | 3.2 GHz    | Iris Plus | 48  | 0.9 GHz            | 4 MiB          | 09 W | 12 W  | 08 W  |      |
| Core i3                      | 1000G1  | 2 (4)         | 1.1 GHz    | 3.2 GHz    | UHD       | 32  | 0.9 GHz            | 4 MiB          | 09 W | 12 W  | 08 W  |      |